# Gündoğdu Bey
 (janvier 2020).
Si vous disposez d'ouvrages ou d'articles de référence ou si vous connaissez des sites web de qualité traitant du thème abordé ici, merci de compléter l'article en donnant les références utiles à sa vérifiabilité et en les liant à la section « Notes et références ».
Gündoğdu Bey (en arabe : غوندوغدو بن سليمان شاه), né vers 1196 et mort vers 1277 à Söğüt. Il est le frère d'Ertuğrul, qui est le père d'Osman Ier, le fondateur de l'Empire ottoman.

## Biographie
Gündoğdu Bey fils de Suleiman Shah était le chef d'une des tribus turques déplacées des plaines d'Asie occidentale vers les pays d'Asie centrale (Anatolie) et il retournait après la mort de son père qui s'est noyé lors de sa traversée de l'Euphrate près du Qal'at Ja'bar, à 250 km au sud-ouest de la ville turque de Mardin et sa tombe est toujours là-bas.
Sa mère était Hayme Hatun. Il est l'un des frères d'Ertuğrul.

### Gündoğdu Bey dans la culture populaire
Dans la série télévisée turque Diriliş: Ertuğrul, relate de manière romancée la vie d'Ertuğrul Gâzi de 2014 à 2019, il est interprété par Kaan Taşaner. Dans la série, il a épousé Selcan Hatun.